# Medaglia della Croce Rossa (Montenegro)
La Medaglia della Croce Rossa fu una medaglia commemorativa concessa dal Regno del Montenegro per commemorare i meriti di quanti avessero preso parte alle guerre balcaniche prestando assistenza nelle file della Croce Rossa montenegrina.

## Storia
La medaglia venne istituita nel 1913 da re Nicola I del Montenegro per premiare quanti avessero avuto un ruolo attivo nell'assistenza dei feriti al fronte delle guerre balcaniche e si fossero distinti a favore della Croce Rossa nazionale. La medaglia venne pensata come grado inferiore rispetto all'ordine della Croce Rossa del Montenegro. La medaglia venne coniata nell'identica forma della medaglia della Croce Rossa concessa dal Regno di Serbia nella medesima occasione, variando solo lo stemma sul retro.

## Insegne
Medagliaè costituita da un disco di bronzo dorato di 33 mm sul quale è presente, sul diritto, la figura di una donna che dà dell'acqua a un soldato ferito con le montagne dei Balcani sullo sfondo. Sul retro, si trova una croce patriarcale rossa smaltata e raggiante attorniata che spicca su un ramo d'alloro che attraversa lateralmente la medaglia. Alla base si trovano le insegne del regno del Montenegro inscritte in un tondo e sovrastate dalle date 1912-13.
Nastrobianco con una fascia rossa per parte. Pur essendo concessa indiscriminatamente a uomini e donne, la medaglia era portata al petto con un nastro femminile.